# Liste von Seen in Berlin
Die  Liste von Seen in Berlin bietet eine allgemeine Übersicht über die in Berlin existenten Standgewässer. Dazu werden, soweit vorhanden, die Lage der Seen, Zu- und Abfluss und Fläche aufgeführt. Die Liste ist alphabetisch sortiert.

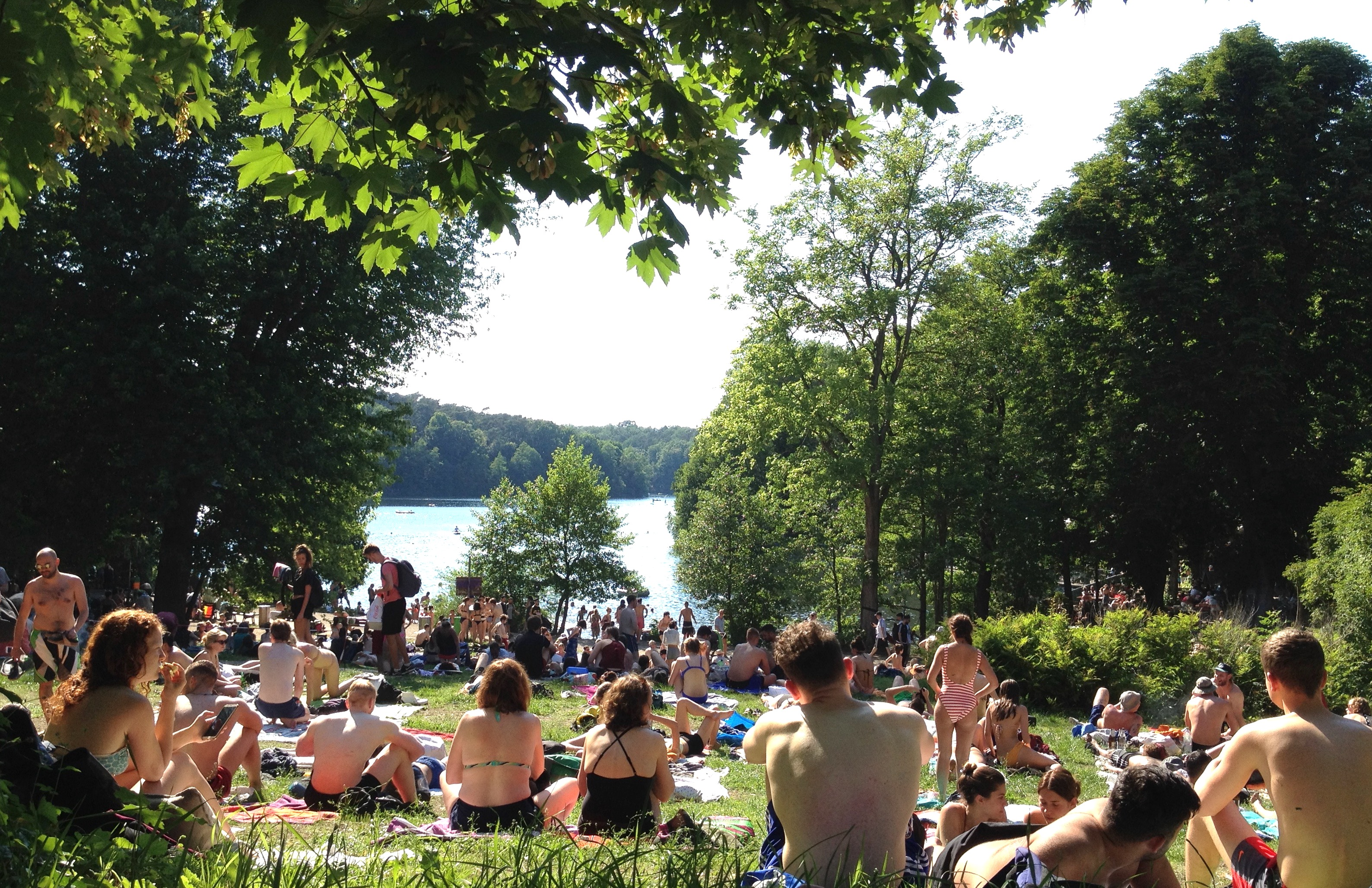
Schlachtensee

## Liste
| Name                                   | Ortsteil                               | Zufluss                                              | Abfluss                              | Fläche in ha  | Anmerkungen                              |
| -------------------------------------- | -------------------------------------- | ---------------------------------------------------- | ------------------------------------ | ------------- | ---------------------------------------- |
| Arkenberger Baggersee                  | Blankenfelde                           | isoliert                                             | isoliert                             | 11,0          | Baggersee                                |
| Barssee                                | Grunewald                              | isoliert                                             | isoliert                             |               | verlandet                                |
| Bauersee                               | Müggelheim                             | Müggelspree                                          | Parine                               |               |                                          |
| Biesdorfer Baggersee                   | Biesdorf                               | isoliert                                             | isoliert                             | 07,6          | Baggersee                                |
| Bogensee                               | Buch                                   | Seegraben                                            | Übergang zum Ersten Karpfenteich     |               |                                          |
| Butzer See                             | Kaulsdorf                              |                                                      | Eichwaldgraben                       | 007,47        | Baggersee                                |
| Dämeritzsee                            | Rahnsdorf Erkner                       | Spree Flakenfließ Bretterscher Graben Gosener Graben | Müggelspree Gosener Kanal            | 103,60        |                                          |
| Dianasee                               | Grunewald                              | Rohrleitung vom Grunewaldsee                         |                                      | 02,5          |                                          |
| Dreiecksee                             | Marzahn                                | isoliert                                             | isoliert                             |               |                                          |
| Elsensee                               | Mahlsdorf                              |                                                      | Eichwaldgraben                       | 013,27        | Baggersee                                |
| Fauler See                             | Wilhelmstadt                           |                                                      | Havel                                |               |                                          |
| Fauler See                             | Tiergarten                             |                                                      | isoliert                             |               |                                          |
| Fauler See                             | Weißensee                              |                                                      | Panke                                |               |                                          |
| Fennpfuhl                              | Fennpfuhl                              | isoliert                                             | isoliert                             | 00,5          | in der Eiszeit entstanden                |
| Fennsee                                | Wilmersdorf                            | isoliert                                             | isoliert                             | 02,2          |                                          |
| Flughafensee                           | Tegel                                  | Schwarzer-Graben-Kanal                               | isoliert                             | 30,6          | Baggersee                                |
| Gehrensee                              | Falkenberg                             | isoliert                                             | isoliert                             | 001,07        |                                          |
| Glienicker Lake                        | Wannsee Potsdam                        | Teltowkanal                                          | Havel                                |               |                                          |
| Griebnitzsee                           | Wannsee Potsdam                        | Teltowkanal                                          | Havel Griebnitzseekanal Teltowkanal  | 59,2          |                                          |
| Grimnitzsee                            | Wilhelmstadt                           |                                                      | Havel                                | 07,4          |                                          |
| Große Krampe                           | Müggelheim                             |                                                      | Dahme                                |               |                                          |
| Groß Glienicker See                    | Kladow Potsdam                         |                                                      | Havel                                | 67,5          |                                          |
| Grunewaldsee                           | Grunewald                              | Kanal entlang des Langen Luches                      | Hundekehlegraben (zum Hundekehlesee) | 17,5          |                                          |
| Habermannsee                           | Kaulsdorf Mahlsdorf                    |                                                      | Eichwaldgraben                       | 015,25        | Baggersee                                |
| Halensee                               | Grunewald                              | isoliert                                             | isoliert                             | 05,7          |                                          |
| Hambuttenpfuhl                         | Südende                                |                                                      |                                      | ca. 0,400     | Toteissee                                |
| Heiligensee                            | Heiligensee                            | Havel                                                | Havel                                | 32,0          |                                          |
| Herthasee                              | Grunewald                              | isoliert                                             | isoliert                             | 01,3          |                                          |
| Hermsdorfer See                        | Hermsdorf                              | Tegeler Fließ                                        | Tegeler Fließ                        | 005,89        |                                          |
| Hönower Weiherkette                    | Hellersdorf                            | isoliert                                             | isoliert                             |               | zwölf kleine Seen                        |
| Hubertussee                            | Frohnau                                | isoliert                                             | isoliert                             | 01,4          | künstliches Gewässer                     |
| Hubertussee                            | Grunewald                              | isoliert                                             | isoliert                             | 02,5          |                                          |
| Hundekehlesee                          | Grunewald                              | isoliert                                             | isoliert                             | 07,2          |                                          |
| Jungfernsee                            | Wannsee Potsdam                        | Havel Hasengraben                                    | Havel Sacrow-Paretzer Kanal          | 127,70        |                                          |
| Karpfenteich                           | Lichterfelde                           | isoliert                                             | isoliert                             |               |                                          |
| Erster Karpfenteich                    | Buch                                   | Übergang vom Bogensee                                | Übergang zum Ersten Karpfenteich     |               |                                          |
| Zweiter Karpfenteich                   | Buch                                   | Vom ersten Karpfenteich                              | Abfluss in den Lietzengraben         |               |                                          |
| Karutschenpfuhl                        | Südende                                |                                                      |                                      | ca. 0,400     | Toteissee                                |
| Koenigssee                             | Grunewald                              | isoliert                                             | isoliert                             | 02,2          |                                          |
| Körnersee                              | Mahlsdorf                              | isoliert                                             | isoliert                             | ca. 0,400     | siehe Körnerplatz                        |
| Krumme Laake, auch Krumme Lake genannt | Müggelheim                             | isoliert                                             | isoliert                             |               |                                          |
| Krumme Lanke                           | Zehlendorf                             | isoliert                                             | isoliert                             | 14,5          |                                          |
| Langer See                             | Grünau Köpenick Müggelheim Schmöckwitz | Dahme                                                | Dahme                                | 243,00        |                                          |
| Laßzinssee                             | Hakenfelde                             | isoliert                                             | isoliert                             | 12,0          | Baggersee                                |
| Lietzensee                             | Charlottenburg                         | isoliert                                             | isoliert                             | 06,5          |                                          |
| Löwensee                               | Wannsee                                | vermutlich isoliert                                  | vermutlich isoliert                  | nicht bekannt |                                          |
| Malchower See                          | Malchow                                | isoliert                                             | isoliert                             | 007,43        |                                          |
| Möwensee                               | Wedding                                |                                                      |                                      |               |                                          |
| Großer Müggelsee                       | Friedrichshagen Köpenick Rahnsdorf     | Müggelspree Fredersdorfer Mühlenfließ                | Müggelspree                          | 766,20        | größter See Berlins                      |
| Kleiner Müggelsee                      | Müggelheim                             | Müggelspree Parine                                   | Müggelspree                          | 16,0          |                                          |
| Neuer See                              | Tiergarten                             | isoliert                                             | isoliert                             |               |                                          |
| Nikolassee                             | Nikolassee                             | isoliert                                             | isoliert                             | 05,6          |                                          |
| Nieder Neuendorfer See                 | Heiligensee Hennigsdorf                | Havel                                                | Havel                                | 94,6          |                                          |
| Obersee                                | Alt-Hohenschönhausen                   | isoliert                                             | isoliert                             | 03,8          | künstliches Gewässer                     |
| Orankesee                              | Alt-Hohenschönhausen                   | isoliert                                             | isoliert                             | 04,1          |                                          |
| Pechsee                                | Grunewald                              | isoliert                                             | isoliert                             |               |                                          |
| Pichelssee                             | Wilhelmstadt                           | Havel                                                | Havel                                |               |                                          |
| Plötzensee                             | Wedding                                | isoliert                                             | isoliert                             | 007,62        |                                          |
| Pohlesee                               | Wannsee                                |                                                      | Havel Griebnitzseekanal              |               |                                          |
| Rummelsburger See                      | Rummelsburg                            |                                                      | Spree                                |               |                                          |
| Sausuhlensee                           | Westend                                | isoliert                                             | isoliert                             | ca. 1,000     |                                          |
| Schäfersee                             | Reinickendorf                          |                                                      |                                      | 04,5          |                                          |
| Scharfe Lanke                          | Wilhelmstadt                           |                                                      | Havel                                |               |                                          |
| Schlachtensee                          | Zehlendorf                             | isoliert                                             | isoliert                             | 42,1          |                                          |
| Schleipfuhl                            | Kaulsdorf Hellersdorf                  | isoliert                                             | isoliert                             |               |                                          |
| Seddinsee                              | Schmöckwitz                            | Dahme Oder-Spree-Kanal                               | Dahme Gosener Kanal                  | 268,50        |                                          |
| Spektelake                             | Falkenhagener Feld                     | isoliert                                             | isoliert                             |               |                                          |
| Großer Spektesee                       | Falkenhagener Feld                     | isoliert                                             | isoliert                             |               | Baggersee                                |
| Springpfuhl                            | Marzahn                                | isoliert                                             | isoliert                             | 01,5          |                                          |
| Steinbergsee                           | Waidmannslust                          | Packereigraben                                       | Packereigraben                       | ca. 0,900     |                                          |
| Stölpchensee                           | Wannsee                                |                                                      | Havel Griebnitzseekanal              |               |                                          |
| Stößensee                              | Wilhelmstadt                           | Hauptgraben Hohler Weg                               | Havel                                |               |                                          |
| Tegeler See (mit Großem Malchsee)      | Konradshöhe Tegel                      | Tegeler Fließ Havel Nordgraben                       | Havel                                | 384,30        |                                          |
| Teufelssee                             | Grunewald                              | isoliert                                             | isoliert                             | 02,4          |                                          |
| Teufelssee                             | Köpenick                               | isoliert                                             | isoliert                             | 01,6          |                                          |
| Vierling                               | Zehlendorf                             | isoliert                                             | isoliert                             | 00,4          | Naturteich (Teil der Grunewaldseenkette) |
| Waldsee                                | Hermsdorf                              | isoliert                                             | isoliert                             | 02,5          |                                          |
| Waldsee                                | Zehlendorf                             | isoliert                                             | isoliert                             |               | Nur für Anwohner zugänglich              |
| Großer Wannsee                         | Nikolassee Wannsee                     | Havel                                                | Havel Griebnitzseekanal              | 273,20        |                                          |
| Kleiner Wannsee                        | Wannsee                                |                                                      | Havel Griebnitzseekanal              |               |                                          |
| Weißer See                             | Weißensee                              | isoliert                                             | isoliert                             | 08,4          |                                          |
| Wilmersdorfer See                      | Wilmersdorf                            | isoliert                                             | isoliert                             |               | ab 1915 zugeschüttet                     |
| Wuhlesee                               | Biesdorf Kaulsdorf                     | Wuhle                                                | Wuhle                                |               |                                          |
| Zeuthener See                          | Schmöckwitz Zeuthen                    | Dahme                                                | Dahme                                | 232,50        |                                          |
| Ziegeleisee                            | Lübars                                 | Tegeler Fließ                                        | Tegeler Fließ                        | 004,69        |                                          |